# 米洛陶
米洛陶，是匈牙利索博尔奇-索特马尔-贝拉格州所辖的一个村。总面积15.39平方公里，总人口831，人口密度54.0人/平方公里（2011年1月1日）。